# Кумеровско језеро
Кумеровско језеро је језеро у Немачкој. Налази се на територији савезне државе Мекленбург-Западна Померанија. Површина језера износи 32,55 km².